# The Temperance Movement
Cet article concerne le groupe The Temperance Movement. Pour le premier album du groupe The Temperance Movement, voir The Temperance Movement (album).
The Temperance Movement est un groupe de blues rock britannique, originaire de Londres, en Angleterre. Il est formé en 2011 par le chanteur Phil Campbell, les guitaristes Luke Potashnick (ex-Rooster et Ben's Brother) et Paul Sayer. La section rythmique est composée d'un ancien bassiste de Jamiroquai, Nick Fyffe et par le batteur Damon Wilson connu pour ses participations avec Ray Davies, The Waterboys et Feeder. Le groupe sort son premier EP Pride EP en 2012. Leur premier véritable album The Temperance Movement sort, quant à lui, le 16 septembre 2013.

## Biographie
Leur premier enregistrement est leur Pride EP, qui sort le 10 septembre 2012, en autoproduction et qui contient cinq morceaux : Ain't No Telling, Only Friend, Pride, Be Lucky et Lovers and Fighters. La semaine suivante, le groupe sort lors de l'édition 2012 du Sunflower Jam SuperJam au Royal Albert Hall, où, en tant que première partie, ils jouent les deux premiers morceaux de leur EP. Le 1er mai 2012 sort la version vinyle de Pride EP.
Le groupe joue également lors du Futurerock au 100 Club (Oxford Street, Londres) le 9 novembre 2012. Ils effectuent ensuite une tournée anglaise entre fin avril et début mai 2013. Le 22 juin, le groupe annonce sur son site officiel avoir signé avec le label Earache Records. Durant l'été, en partenariat avec Amazon.co.uk, le groupe enregistre une session live aux Snap Studios. Leur premier album studio, The Temperance Movement, sort le 16 septembre 2013. Il est composé des cinq morceaux présents sur l'EP Pride EP et de sept autres morceaux.
Le 30 septembre 2013, le groupe est annoncé comme tête d'affiche du festival Planet Rockstock qui se déroule du 6 au 8 décembre 2013 au Vauxhall Holiday Park de Great Yarmouth, aux côtés d'Hawkwind, Uriah Heep et Fish. Le groupe est récompensé dans la catégorie de « Meilleur nouveau groupe de l'année », attribuée par Classic Rock Magazine, le 14 novembre 2013. Ils jouent en ouverture de gala ce soir là, devant un parterre de professionnels. En juillet 2014, ils assurent quatre premières parties pour la tournée des Rolling Stones en Europe (Wien, Dusseldorf..). Ils assurent la première partie des Insus en 2016 et assureront celle des Rolling Stones aux États-Unis pour cinq dates en 2017.
Luke Potashnick décide de quitter le groupe en janvier 2016 pour se consacrer à une carrière solo. Matt White rejoint le groupe alors que celui-ci finit de travailler sur son second album. Le 15 janvier 2016 sort White Bear. Produit par Sam Miller, cet album démarre par le single Three Bullets qui se hisse 18e en Grande-Bretagne. En novembre, le batteur Damon Wilson décide de quitter le groupe pour passer plus de temps avec sa famille, remplacé par Simon Lea. Le 30 octobre 2017, The Temperance Movement annonce la sortie (prévue le 16 février 2018) de leur troisième album, A Deeper Cut. Le groupe publie également le premier titre, Caught In the Middle, promettant un retour parfaitement réussi sur la scène blues rock.

## Membres

### Membres actuels
- Phil Campbell — chant
- Paul Sayer — guitare
- Nick Fyffe — basse
- Matt White — guitare
- Simon Lea — batterie

### Anciens membres
- Luke Potashnick — guitare
- Damon Wilson — batterie

## Discographie

### Albums studio
| Année | Album | Meilleure position | Meilleure position |
| Année | Album | UK                 | UK Rock            |
| ----- | --- | ------------------ | ------------------ |
| 2013  | The Temperance Movement - Date de sortie : 16 septembre 2013 - Label : Earache Records - Formats : CD, vinyle, cassette, digital | 12                 | 3                  |
| 2014  | Live in the UK |                    |                    |
| 2016  | White Bear - Date de sortie : 15 janvier 2016 - Label : Earache Records                                                          | 18                 |                    |
| 2018  | A Deeper Cut - Date de sortie : 16 février 2018                                                                                  |                    |                    |

### Singles et EP
| Année | Single/EP                                                                                        |
| ----- | ------------------------------------------------------------------------------------------------ |
| 2012  | Pride EP - Date de sortie : 10 septembre 2012 - Label : TTM - Formats : CD, vinyle, digital      |
| 2013  | Live in Session - Date de sortie : 30 août 2013 - Label: Earache Records - Format : digital      |
| 2014  | Up in the Sky / Tender - Sorti pour le Record Store Day 2014                                     |
| 2015  | White Bear - Date de sortie : décembre 2015 - Label: Earache Records - Format : Vinyle (45t), 7" |
| 2017  | Ziggy Stardust (Live) / White Bear (Live) - Sorti pour le Record Store Day 2017                  |